# Jack Poplin
 (décembre 2024).
Si vous disposez d'ouvrages ou d'articles de référence ou si vous connaissez des sites web de qualité traitant du thème abordé ici, merci de compléter l'article en donnant les références utiles à sa vérifiabilité et en les liant à la section « Notes et références ».
Jack Poplin (né le 18 novembre 1920 à Los Angeles et mort le 15 octobre 2007 ) est un directeur artistique et chef décorateur américain.
Il a été nommé pour l'Oscar des meilleurs décors lors de la 38e cérémonie des Oscars pour le film Trente Minutes de sursis.

## Filmographie partielle
- 1950 : Le Baron de l'Arizona (The Baron of Arizona) de Samuel Fuller
- 1958 : Meurtre sous contrat (Murder by Contract) d'Irving Lerner
- 1959 : La Chevauchée des bannis (Day of the Outlaw) d'André de Toth
- 1960 : La Chute d'un caïd (The Rise and Fall of Legs Diamond) de Budd Boetticher
- 1960 : Blue Jeans 1920 (Studs Lonigan) d'Irving Lerner
- 1965 : Trente Minutes de sursis (The Slender Thread) de Sydney Pollack
- 1968 : L'Homme sauvage (The Stalking Moon) de Robert Mulligan
- 1968-1969 : Les Aventures imaginaires de Huckleberry Finn (série télévisée)
- 1969 : Le Plus Grand des hold-up (The Great Bank Robbery) de Hy Averback
- 1978 : Purgatoire (Mean Dog Blues) de Mel Stuart